# Ellie Darcey-Alden

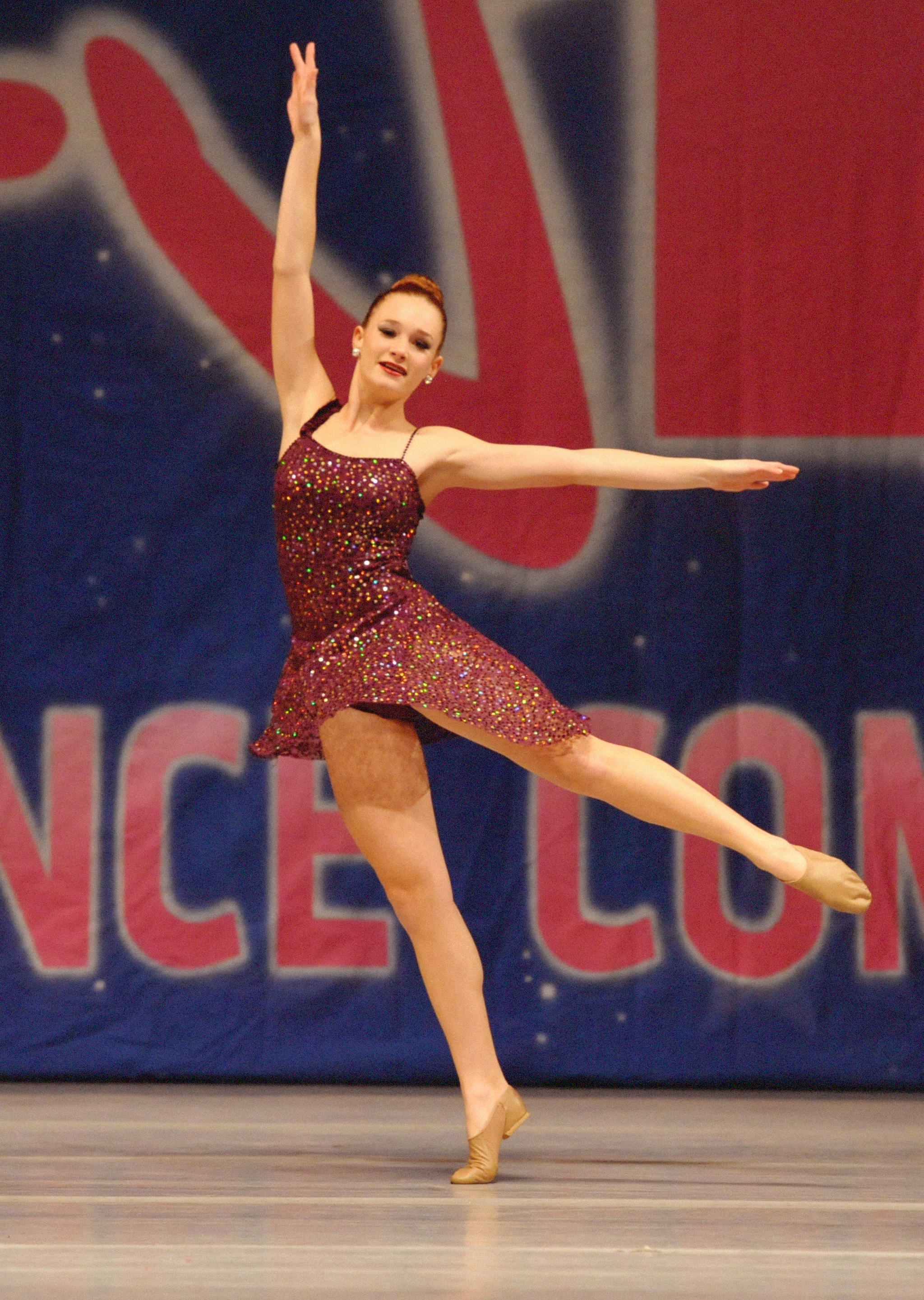
Ellie Darcey-Alden beim Tanzwettbewerb KAR 2015

Ellie May Darcey-Alden (* 4. September 1999 in Oxford, England) ist eine britische Schauspielerin.

## Leben
Ellie Darcey-Alden lebt mit ihren Eltern Sarah und Phil Alden und ihrem Bruder Joseph Alden in Los Angeles. Des Weiteren hat sie zwei Halbgeschwister, Becki und James Alden. Ellie Darcey-Alden wirkte auch an mehreren größeren Theater-Aufführungen mit. Größtenteils fanden diese in Oxford statt.

## Filmografie
- 2008: Tess of the D’Urbervilles (Fernsehserie, eine Folge)
- 2009: Robin Hood (Fernsehserie, eine Folge)
- 2009: Holby City (Fernsehserie, drei Folgen)
- 2011: Harry Potter und die Heiligtümer des Todes: Teil 2 (Harry Potter and the Deathly Hallows – Part 2)
- 2012: Doctor Who (Fernsehserie, eine Folge)
- 2012: Pranks (Kurzfilm)
- 2013: Enemies – Welcome to the Punch (Welcome to the Punch)
- 2013: Borgia (Fernsehserie, zwei Folgen)
- 2013: Sam & Isobel (Kurzfilm)